# Computerspelmuziek
Computerspelmuziek, of spelmuziek, is een muziekstijl gecomponeerd voor computerspellen.

## Geschiedenis
De eerste computerspelmuziek was beperkt tot eenvoudige melodieën in de begindagen van elektronische synthesizer-technologie. Deze beperkingen waren de inspiratie voor een muziekstijl bekend als chiptune, een combinatie van eenvoudige melodische stijlen met meer complexe patronen. De chiptune-muziek werd populair bij de eerste computerspellen.
Doordat geheugenopslag in de jaren 70 en 80 duur was om realistische muziek op te slaan, was het alternatief om in een computerspel alleen de muzieknoten te bevatten. De spelcomputer speelde deze noten af via een muziekchip of PSG-chip. Het aantal gelijktijdige stemmen, of polyfonie, was beperkt tot twee of drie noten. Vaak konden deze muziekchips ook de effecten in een spel verzorgen. Door middel van frequentiemodulatie-synthese (FM) konden meerdere instrumenten worden nagebootst, en werd een ruiskanaal vaak gebruikt voor de simulatie van percussieve klanken.
Doordat de geheugenruimte voor muziek klein was, werden stukken vaak herhaald of alleen bij een intro afgespeeld. Bekende voorbeelden hiervan zijn de spellen Pac-Man uit 1980 en Pole Position uit 1982. Een spel met continue achtergrondmuziek was Space Invaders uit 1978, waarbij vier aflopende basnoten bleven herhalen. Het eerste spel met volledige melodische achtergrondmuziek was het spel Rally-X van Namco uit 1980. Dit spel was tevens het eerste computerspel waarbij gedigitaliseerde geluiden werden toegepast, in plaats van een toongenerator.

### Vooruitgang
Met de vooruitgang in technologie, groeide ook spelmuziek mee. Hierdoor was meer creatieve vrijheid mogelijk, en konden uitgebreidere stukken worden afgespeeld. Muziek in computerspellen kan worden beluisterd op het titelscherm, een optiemenu, maar voornamelijk tijdens het spel zelf. De muziek past zich aan voor de omgeving van het spel om bijvoorbeeld een duistere sfeer of een actiescène te benadrukken. De beschikbare geheugenruimte voor spelmuziek groeide en het aantal geluidskanalen nam toe.
Computersystemen en spellen maakten in de jaren 90 vaker gebruik van cd-audio. Doordat spellen werden uitgebracht op cd-rom was er voldoende ruimte voor realistische muziek. Voorbeelden hiervan zijn de cd-gebaseerde spelcomputers, zoals de PlayStation, Sega Mega-CD en 3DO.

### Tegenwoordig
Vanaf midden jaren nul van de eenentwintigste eeuw was spelmuziek uitgegroeid tot volledig orkestrale stukken, en zelfs populaire muziek. Door deze populariteit worden er jaarlijks prijzen uitgereikt voor beste spelmuziek, en worden er live optredens gegeven van bands en artiesten die computerspelmuziek spelen. Koichi Sugiyama was de eerste die hiermee startte in 1987 met zijn "Family Classic Concert". In 1991 vormde hij een serie genaamd "Orchestral Game Music Concerts", waarbij diverse artiesten hun eigen spelmuziek spelen.

## Componisten
Enkele bekende componisten van computerspelmuziek zijn:
- Koji Kondo (Super Mario Bros.)
- Ryuichi Sakamoto (Dawn of Mana)
- Kouichi Sugiyama (Dragon Quest)
- Hiroyuki Sawano (Xenoblade Chronicles)
- Takahiro Obata (Ninjala)
- Yuzo Koshiro (Ys, Streets of Rage)
- Trent Reznor (Quake)
- Nobuo Uematsu (Final Fantasy)
- Tommy Tallarico (Earthworm Jim, MDK)
- Jeroen Tel
- Grant Kirkhope
- David Wise
- Lorne Balfe
- Chris Hülsbeck
- Jesper Kyd
- Martin Galway
- Rob Hubbard
- C418 (Minecraft)
- Michiel van den Bos (Unreal Tournament)
- Robyn Miller (Myst)
- Jack Wall
- Frank Klepacki